# Seton Miller
Seton Ingersoll Miller (Chehalis, 3 de maio de 1902 — Los Angeles, 29 de março de 1974) foi um roteirista e produtor cinematográfico estadunidense. Durante sua carreira, trabalhou com Howard Hawks e Michael Curtiz. Miller recebeu duas indicações ao Oscar e ganhou uma vez o prêmio de Melhor Roteiro pelo filme de fantasia romântica Here Comes Mr. Jordan junto com Sidney Buchman.

## Filmografia
- Paid to Love (1927)
- Two Girls Wanted (1927)
- The High School Hero (1927)
- Wolf Fangs (1927)
- A Girl in Every Port (1928)
- Fazil (1928)
- The Cowboy Kid (1928)
- Girl-Shy Cowboy (1928)
- The Air Circus (1928)
- The Far Call (1929)
- The Lone Star Ranger (1930)
- Harmony at Home (1930)
- The Dawn Patrol (1930)
- Today (1930)
- The Criminal Code (1931)
- Scarface (1932)
- The Crowd Roars (1932)
- The Last Mile (1932)
- Once in a Lifetime (1932)
- Hot Saturday (1932)
- Murders in the Zoo (1933)
- Criminel (1933)
- The Eagle and the Hawk (1933)
- Gambling Ship (1933)
- Master of Men (1933)
- Come On, Marines! (1934)
- Murder in Trinidad (1934)
- Marie Galante (1934) (sem créditos)
- A Perfect Weekend (1934)
- Charlie Chan's Courage (1934)
- The St. Louis Kid (1934)
- Murder on a Honeymoon (1935)
- G Men (1935)
- Frisco Kid (1935)
- It Happened in New York (1935)
- Two in the Dark (1936)
- The Marines Have Landed (1936)
- Bullets or Ballots (1936)
- Marked Woman (1937) (sem créditos)
- San Quentin (1937) (sem créditos)
- Back in Circulation (1937) (sem créditos)
- The Great O'Malley (1937) (sem créditos)
- Kid Galahad (1937)
- Penitentiary (1938)
- The Adventures of Robin Hood (1938)
- The Dawn Patrol (1938)
- Valley of the Giants (1938)
- Dust Be My Destiny (1939) (sem créditos)
- Years Without Days (1940)
- The Sea Hawk (1940)
- Here Comes Mr. Jordan (1941)
- This Woman Is Mine (1941)
- Secret Enemies (1942) (baseado em sua história "Mr Farrell")
- My Gal Sal (1942)
- The Black Swan (1942)
- Trial by Trigger (1944) (curta, sem créditos)
- Ministry of Fear (1944) – também produtor associado
- Two Years Before the Mast (1946) – também produtor associado
- The Bride Wore Boots (1946) (produtor)
- California (1947) (sem créditos, também produtor)
- Calcutta (1947) (também produtor)
- Singapore (1947)
- Fighter Squadron (1948) (também produtor)
- Convicted (1950)
- The Man Who Cheated Himself (1950)
- Try and Get Me! (1950) – produtor associado
- Queen for a Day (1951) – também produtor associado
- The Mississippi Gambler (1953)
- Bengal Brigade (1954)
- The Shanghai Story (1954)
- Istanbul (1957)
- The Last Mile (1959), um remake do filme de 1932
- Rogue for Hire (1960) (série de TV) – criador, escritor e produtor
- Death Valley Days (1963) – episódio "Diamond Jim Brady"
- Knife for the Ladies (1974)
- Pete's Dragon (1977) (história)